# ۵۵۶ (میلادی)
۵۵۶ (میلادی) پانصد و پنجاه و ششمین سال تقویم میلادی است.

## درگذشتگان
‎